# Shepway (Maidstone)
Pour les articles homonymes, voir Shepway.
Shepway est un village du Kent, en Angleterre.